# Ildefons Bonells i Reixach
Ildefons Bonells i Reixach fou un arquitecte català. Es va formar com arquitecte a Barcelona, on es titulà 1891, per arribar a ser arquitecte municipal d'Osca. Té obres a Sevilla, Alacant i Osca, però el seu edifici més destacat és el Círculo Oscense.